# 裸の島
『裸の島』（はだかのしま）は、1960年（昭和35年）11月23日に公開された、新藤兼人監督・脚本による日本映画である。孤島で自給自足の生活を行う4人の家族の葛藤を、台詞を排して、映像美を追求することで傑作と称される域に高めた。製作・配給は、新藤らが経営していた近代映画協会。モノクロ、シネマスコープ、95分。
経営危機にあった近代映画協会の解散記念作品として、キャスト4人・スタッフ11人で瀬戸内海にある宿禰島（宿祢島）でロケを敢行、撮影期間1か月、500万円の低予算で製作した。作品はモスクワ国際映画祭グランプリを始め、数々の国際映画祭で受賞、世界60カ国以上で上映された。興行的にも成功し、近代映画協会は解散を免れた。

## あらすじ
瀬戸内海に家族4人（夫婦と男の子2人）が住む、電気・ガス・水道がない周囲約500メートルの小島があった。島には平地はほとんどなく、島の頂上辺りのわずかな平地に小屋を建て、ヤギやアヒルと共に住んでいる。島の斜面を畑として春は麦、夏はサツマイモを植え、生活の糧としていた。長男は小学2年生、次男は未就学であるが、両親を助け家事を手伝っている。夫婦の日課は、隣島まで小舟を漕いで、飲料と畑の作物のための水を汲みに行くことだった。隣島より桶に入れて櫓漕ぎ舟で運んだ水を、島の急斜面を天秤棒を担いで運び上げるのである。時には妻が誤って水をこぼしてしまうが、夫は容赦なく妻を平手打ちにする、それほど厳しい生活が毎日繰り返される。このように農業には条件の悪い土地であるが、夫婦所有の土地ではなく、地代として農作物を納めている。
ある日、子供たちが鯛を釣り上げた。家族4人が揃って笑顔を見せる。妻はよそ行きの衣装に着替え、家族全員で巡航船に乗って尾道の市街へ行き、鯛を売って普段では手に入らない日用品を買ったり、また外食を楽しんだりすることもできた。
ある日、長男が高熱を出す。父が医者を探し、島まで連れてきたが、間に合わなかった。葬儀には僧侶と通学先の担任の先生と同級生が来て、遺体は島に埋葬される。
葬儀が終わり、家族にはまた日常の生活が繰り返される。しかし畑の作物に水をやっている時、妻は桶の水を突然ぶちまけ、狂ったように作物を引き抜き始める。そして大地に突っ伏して号泣する。夫は妻の心情を思いやり、ただ見ているだけであった。ほどなく妻は落ち着きを取り戻し、水やりを再開する。この家族にはこの土地で生きてゆくほかなく、今日も明日もこの小島で生活してゆく。

## スタッフ
- 監督、脚本、美術：新藤兼人
- 製作：松浦榮策、新藤兼人
- 撮影：黒田清巳
- 音楽：林光

## キャスト
- トヨ（妻）：乙羽信子
- 千太（夫）：殿山泰司
- 太郎（長男）：田中伸二
- 次郎（次男）：堀本正紀
- 協力出演
尾道放送劇団・千葉雅子
笹島小学校生徒
鷲浦安楽寺住職

## ロケ地

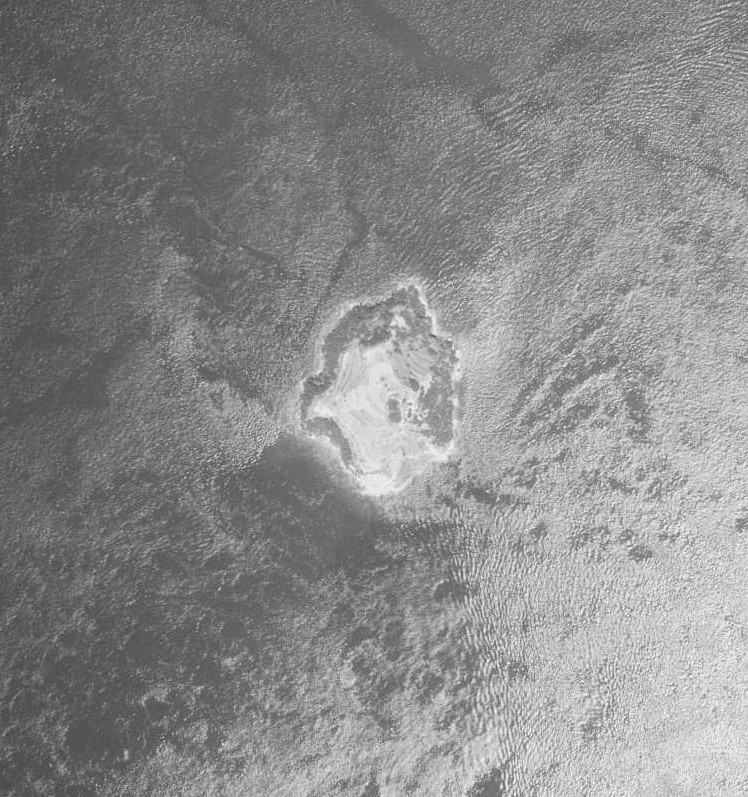
1962年、つまり映画公開2年後の宿祢島。 。

ロケの基地となった佐木島と、その北にある無人島の宿祢島は現在、広島県三原市に属する。新藤は、この作品にふさわしい舞台を求めて瀬戸内海を航行中だった1957年（昭和32年）、宿祢島に巡り合ったことを著書『太陽とカチンコ』で回想している。ロケが始まる2年前から佐木島の住民が宿祢島に渡って麦やサツマイモを植えるなどして準備した。本土側にあり、宿祢島を南東に望む道の駅みはら神明の里には『裸の島』の説明板が建てられているほか、地元住民らによる「裸の島≪宿祢島≫を愛する会」が活動している。
宿祢島には、乙羽信子、新藤兼人が亡くなった際には遺骨の一部が散骨された。
2011年に、同作のファンである米国ハリウッド俳優のベニチオ・デル・トロが島を訪問した。デルトロは、過去にも米国放映用ドキュメンタリー番組で新藤にインタビューしたことがある。

## 作品の評価
カナダでは新藤の人気が非常に高く、『裸の島』はカナダで最も上映回数の多い日本映画といわれている。また『鬼婆』も映画の古典と評価されている。第8回モントリオール世界映画祭では『地平線』が『海燕ジョーの奇跡』と共に日本から出品され、『地平線』のみコンペティション部門に出た。新藤は同映画祭に出席したが、新藤の出席は映画祭の栄誉として歓迎された。

### 受賞
- 1961年：第34回キネマ旬報ベスト・テン 第6位
- 1961年：第11回ブルーリボン賞 企画賞（新藤兼人）
- 1961年：モスクワ国際映画祭 グランプリ、作曲賞（林光）
- 1962年：メルボルン国際映画祭グランプリ
- 1962年：英国アカデミー賞総合作品賞ノミネート
- 1963年：マンハイム映画祭グランプリ
- 1964年：リスボン映画祭銀賞
- ベルリン国際映画祭セルズニック銀賞
- エディンバラ国際映画祭銀賞
- 諸国友好のための親善映画祭グランプリ
- メキシコ国際映画祭名誉賞
- イタリア映画祭監督賞（新藤兼人）
- 宗教と人間の価値映画祭国際ダグ・ハマーショルド賞

### ランキング
- 1995年：「オールタイムベストテン・日本映画編」（『キネマ旬報』発表）第29位
- 1999年：「映画人が選ぶオールタイムベスト100・日本映画編（キネ旬創刊80周年記念）」（『キネマ旬報』発表）第67位